# Université de technologie Rajiv Gandhi
L'université de technologie Rajiv Gandhi est une université située à Bhopal en Inde. Elle est créée en 1918. Elle accueille environ 300 000 étudiants. L'université est nommée d'après Rajiv Gandhi.